# 石塘镇 (肥东县)
石塘镇是中华人民共和国安徽省合肥市肥东县下辖的一个乡镇级行政单位。

## 行政区划
石塘镇下辖以下地区：
石塘社区、富光社区、龙城社区、王铁社区、马集社区、阚东村、塘西村、红光村、施集村、新展村、同合村、东明村、城北村、新桥村、火龙村、四合村、新联村、大庄村和联建村。